# 北海道豊富高等学校
北海道豊富高等学校（ほっかいどうとよとみこうとうがっこう、Hokkaido Toyotomi High School）は、北海道天塩郡豊富町にある公立（道立）の高等学校。

## 沿革
- 1950年（昭和25年） - 北海道稚内高等学校の豊富分校として開校。
- 1951年（昭和26年） - 北海道豊富高等学校として独立。
- 1967年（昭和42年） - 道立移管。
- 1992年（平成4年） - 新入学生より制服改定。
- 2009年（平成21年） - 地域キャンパス校として稚内高校の支援を得る

## 学校教育目標
- たくましく生き抜く人
- たえず学び続ける人
- ともにたすけ合う人

## 部活動

### 運動部
- 陸上競技部
- 野球部
- 男子バレーボール部
- 女子バレーボール部
- 卓球部
- バドミントン部

### 文化部
- 吹奏楽部
- ボランティア部
- 茶道部